# 242 CE 1
La 242 CE 1 est une ancienne locomotive électrique du PLM construite en 1926.
Destinée à assurer la traction de rames de voyageurs sur la ligne de la Maurienne, sa technologie est originale mais complexe. Elle est détruite dans un incendie quelques mois après sa mise en service et radiée des effectifs.

## Genèse du prototype
En 1920, la Compagnie des chemins de fer de Paris à Lyon et à la Méditerranée envisage l'électrification de la ligne de la Côte d'Azur en courant continu à la tension de 1,5 kV. La compagnie décide l'année suivante de réaliser au préalable un essai sur la ligne de Culoz à Modane (ligne de la Maurienne) où le captage du courant s'effectue par un troisième rail, excepté dans les gares. Sa longueur raisonnable, son trafic moyen, la proximité de sources d'énergie hydroélectrique et ses fortes rampes constituent un champ d'expérimentation idéal pour la définition du matériel de traction.
Le PLM commande pour cela, à partir de 1922 quatre prototypes et une courte série de locomotives de vitesse pour les trains rapides de voyageurs. La 242 CE 1, conçue par l'ingénieur du PLM Louis Auvert et construite par Fives-Lille, est l'un de ces prototypes.
Toutes les locomotives commandées pour assurer la traction électrique de la ligne de la Maurienne reçoivent le surnom de « Dinosaures du PLM ».

## Description

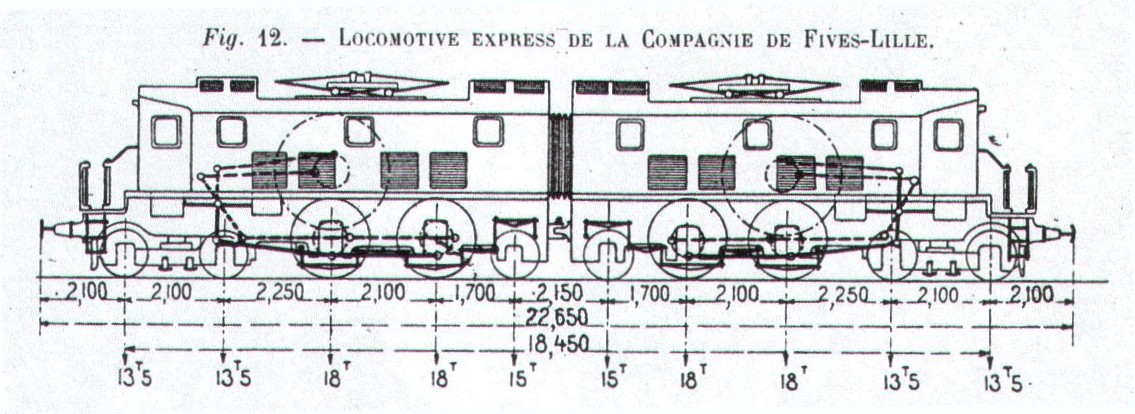
Plan de la 242 CE 1 du PLM.

L'engin se compose de deux demi-locomotives accouplées en permanence, chacune ayant la configuration d'essieux 2B1.
L'alimentation en courant électrique se fait par la caténaire par l'intermédiaire de deux pantographes en toiture (un sur chaque demi-locomotive, au-dessus de la cabine de conduite) ou par un troisième rail latéral, spécificité de la ligne, grâce à des frotteurs installés aux quatre angles de la locomotive, au niveau des essieux porteurs les plus proches de l'attelage. Chacune des deux demi-locomotives renferme un gros moteur électrique qui transmet le mouvement aux deux essieux moteurs, accouplés par un système de bielles. Ce dispositif complexe permet de compenser les défauts de la voie. Il présente toutefois l'inconvénient de ne pas garantir le sens de marche au démarrage de la locomotive. l'équipement électrique fait appel à des dispositifs utilisés sur certaines séries de motrices de la Compagnie du chemin de fer métropolitain de Paris.
La machine est puissante — elle peut délivrer une puissance maximale de 2 205 kW — mais, avec une masse totale en ordre de marche de 164 tonnes, elle reste la plus lourde des locomotives électriques françaises et sa masse adhérente (partie de la masse supportée par les essieux moteurs) de 72 t ne représente que 44 % du total.

## Carrière
La locomotive est mise en circulation en 1926 et affectée au dépôt de Chambéry mais elle est détruite par un incendie après six mois de service et seulement 6 889 km parcourus. Radiée dès 1927, elle n'intègre jamais la SNCF et par conséquent, ne fait pas l'objet de renumérotations.
Elle est démolie à Culoz, comme tous les autres « Dinosaures du PLM ».